# Hagadá Dorada

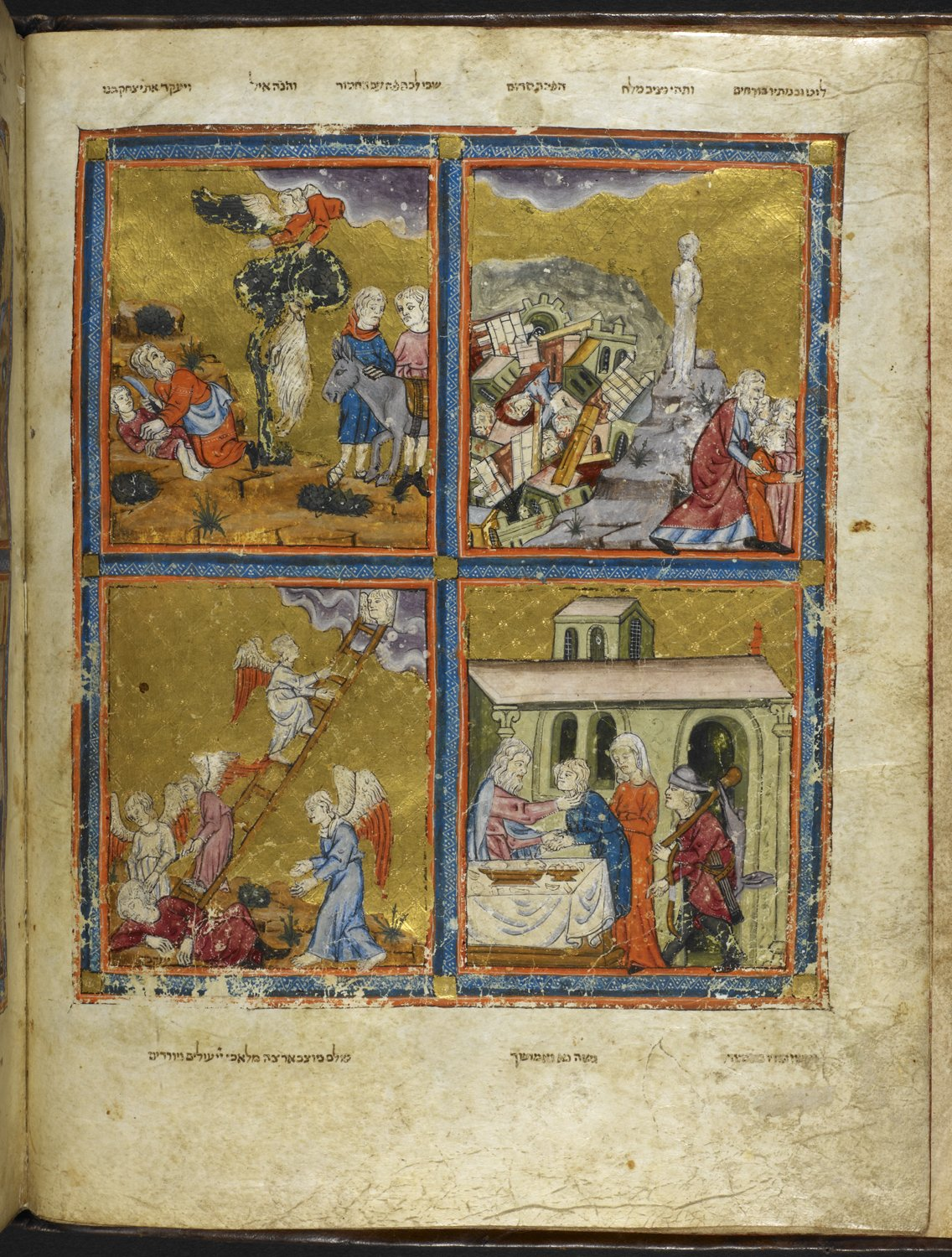
Fol. 4v. Escena superior derecha: Lot y sus hijas escapan de Sodoma; superior izquierda: el sacrificio de Isaac; inferior derecha: Jacob y Esau; inferior izquierda: la escalera de Jacob.

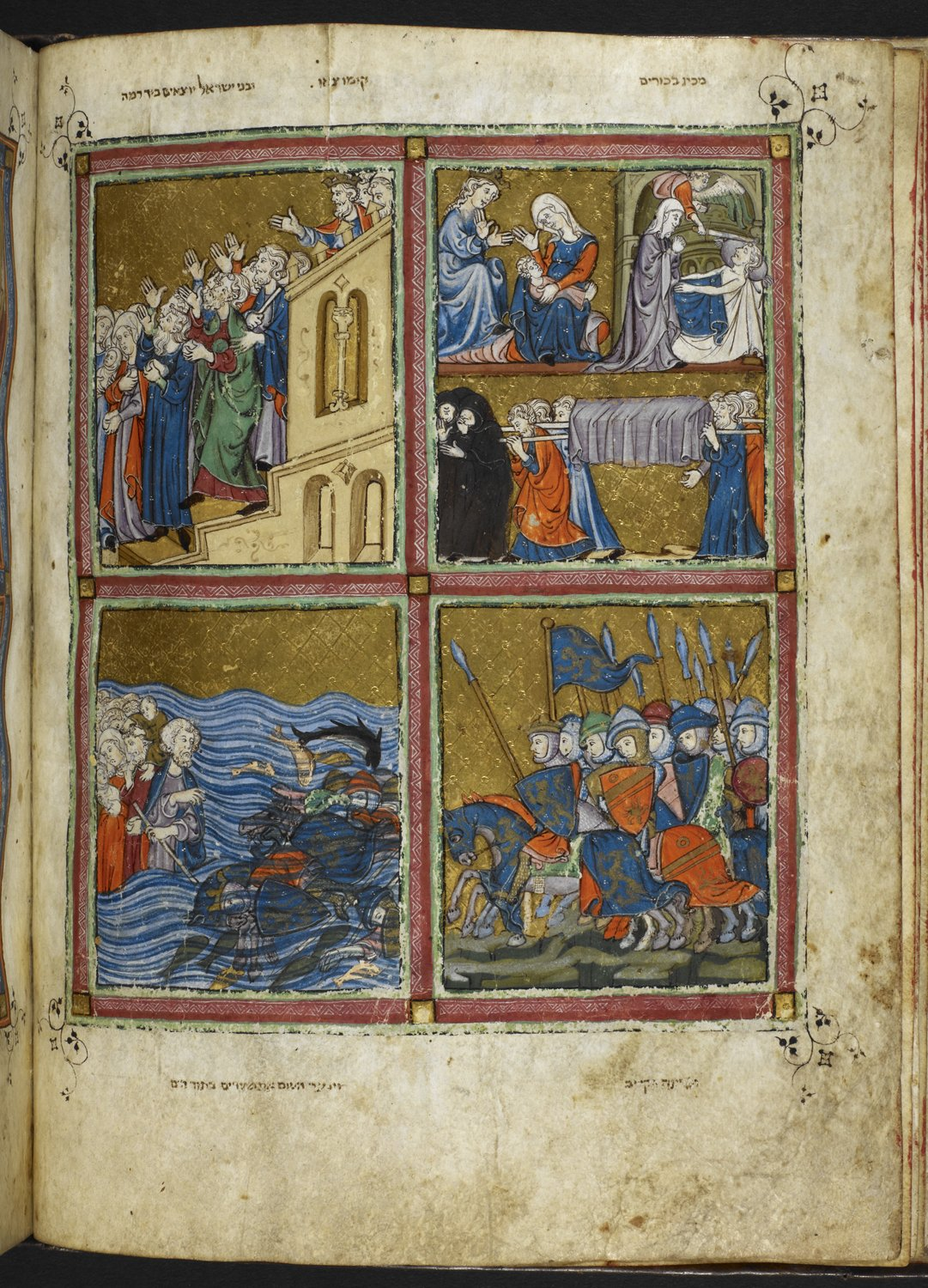
Escenas del Éxodo (fol. 14v). Escena superior derecha: la décima plaga con la muerte de los primogénitos egipcios; superior izquierda: los hebreos yéndose de Egipto; inferior derecha: el ejército del faraón; inferior izquierda: los hebreos acaban de cruzar el Mar Rojo que se cierra y ahoga al ejército del faraón.

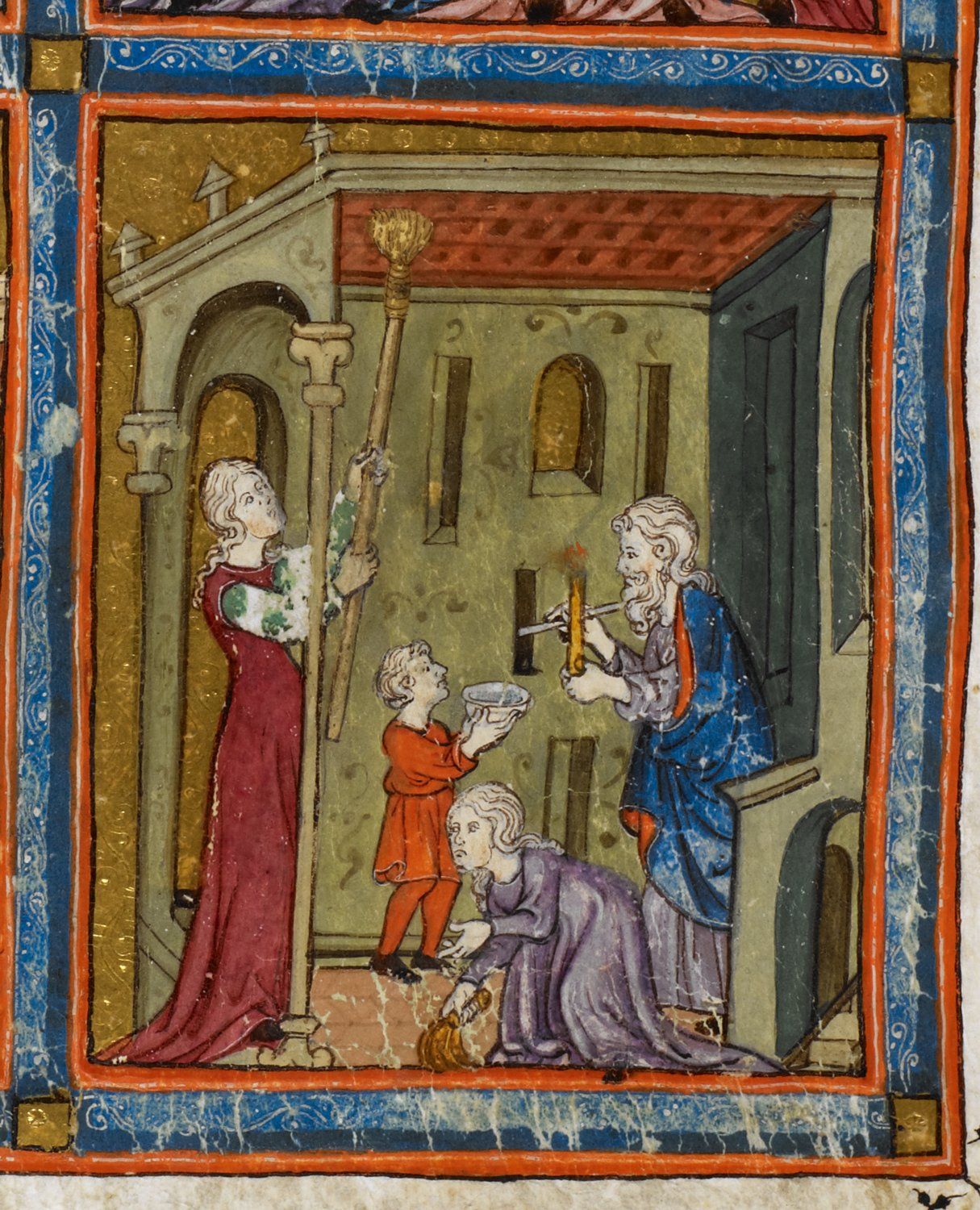
Limpieza general de la casa previa a la Pascua Judía (fol. 15r:3).

La Hagadá Dorada es un manuscrito hebreo ilustrado que fue realizado probablemente en Cataluña durante el segundo cuarto del siglo XIV. Se trata de una hagadá de Pésaj (הגדה של פסח) que es además una obra notable del arte sefardí. 
Una serie de 56 miniaturas concebidas como escenas de corte narrativo y que presentan fondos dorados a la hoja caracterizan a esta hagadá como un manuscrito singular; es debido a ellos que el trabajo en cuestión es usualmente referido como la "Hagadá Dorada".
El manuscrito es preservado en la Biblioteca Británica (Londres), donde se halla catalogado según la denominación «Add. MS. 27210».

## Naturaleza y características del manuscrito
Entre los manuscritos hebreos ilustrados, e incluso entre todas las hagadot existentes, la Hagadá Dorada se cuenta como una las más distinguidas y que provienen del Principado de Cataluña en el Medioevo.
Manuscrito hebreo miniado que pertenece al arte sefardí, la Hagadá Dorada fue realizada probablemente en Barcelona hacia 1320. Se trata de una Hagadá de Pésaj que es además una obra notable y distintiva del arte sefardí. 
La Hagadá Dorada fue elaborada para una familia judeo-española pudiente. Como todo libro en idioma hebreo, el manuscrito se abre en sentido horario, es decir, partiendo de aquello que en un libro en español sería la contratapa y para ser luego ser hojeado en lo que para un lector de textos en lengua española equivaldría a decir 'desde atrás hacia adelante'. 
Leyéndose de derecha a izquierda, el texto hebreo de la Hagadá Dorada fue escrito sobre páginas de pergamino y empleándo una caligrafía específicamente sefardí.
Según la inscripción titular en hebreo que el manuscrito lleva en su frontispicio, el nombre completo del mismo es Seder hagadá shel Pésaj (סדר הגדה של פסח), expresión que significa "Orden de la narración de Pésaj".
Hagadá, vocablo hebreo que significa literalmente "narración", es también el nombre del libro que se lee en los hogares judíos durante la cena y celebración que tienen lugar en la noche de la Pascua Judía (Pésaj), momento en que se conmemora el Éxodo o salida del pueblo de Israel del antiguo Egipto. Sirviendo para organizar las plegarias y el desarrollo del Séder, la hagadá de Pésaj es uno de los libros de oraciones judíos que con mayor frecuencia son iluminados e ilustrados.
Dado que tradicionalmente la hagadá es realizada para ser empleada en el hogar y siendo su fin el de educar a las generaciones más jóvenes, su elaboración ha provisto, y aún provee, un campo propicio para el desarrollo de la creatividad artística.
Edward Rothstein nota que mientras los manuscritos con textos religiosos hebreos tienden por lo general a ser abstractos y atemporales, su iluminación los transforma, de modo tal que lo sagrado se vuelve específico en ellos, tanto en tiempo como en espacio: dado que incorpora al texto religioso en la historia, es a través de la iluminación que el manuscrito miniado "lo sagrado se vuelve personal".
Además del texto de la clásico de toda hagadá de Pésaj, el manuscrito preservado en la Biblioteca Británica contiene también poemas litúrgicos recitados durante la Pascua Judía y una organización general de todo el manuscrito que responde al rito sefardí y su tradición de anteponer las imágenes visuales al texto de la Hagadá propiamente dicha. Como conjunto, el texto de la Hagadá Dorada es precedido por una serie de 56 paneles con miniaturas distribuidos que abarcan 14 páginas de la Hagadá Dorada.
Caracterizadas por su imaginería figurativa y siendo su corte narrativo, dichos paneles con las miniaturas son presentados en grupos de cuatro por folio, ocupando cada grupo de cuatro miniaturas un folio completo de la Hagadá Dorada.
Las miniaturas que en la Hagadá presentan fondos dorados constituyen un verdadero ciclo narrativo y, como secuencia, también ellas fueron concebidas para ser leídas de derecha a izquierda y desde arriba hacia abajo. Los paneles en miniatura presentan episodios de los libros bíblicos del Génesis (27 paneles) y el Éxodo (26 paneles), así como también tres paneles con escenas que conciernen a tradiciones israelitas, si bien la última de ellas, involucrando el abatimiento de corderos, hace referencia a una costumbre ya no practicada desde la destrucción del Templo.
En lo que respecta al Libro de Génesis, por ejemplo, el fol. 2v contiene escenas relativas a Adán, la creación de Eva, Caín y Abel, así como Noé y su familia, en tanto que el folio 3r incorpora la ebriedad de Noé, la Torre de Babel, el episodio exegético rabínico con Abraham condenado a perecer en las llamas a raíz de su aniconismo, y la hospitalidad de Abraham y Sara.
Los contenidos del Libro del Éxodo se manifiestan, por ejemplo, en el folio 14v, que es donde son presentadas escenas que conciernen a la décima plaga sobre Egipto (implicando ella la muerte de los primogénitos egipcios); la Liberación del pueblo hebreo, incluyendo la escena a también Moisés (solo reconocible por su vara); las tropas de caballería del faraón avanzando a la carga; y el Cruce del Mar Rojo, con los hebreos acabando de cruzarlo y el mar que se cierra, ahogando a las tropas del faraón.
Las miniaturas de la Hagadá Dorada fueron realizadas por dos artistas que trabajaron en estilo gótico francés. La relevancia del trabajo de los mismos en términos estilísticos e iconográficos ha eventualmente dado lugar a compararlo con el famoso ciclo desarrollado por Giotto en Padua en 1305-6.
En el siglo XVII la Hagadá Dorada fue provista de una introducción, con un frontispicio en estilo barroco italiano (fol. 2), seguida de una imagen heráldica (fol. 16), trece bordes decorados representados en el reverso de los folios con las miniaturas ya mencionadas y enmarcando poemas litúrgicos (ff. 3v-15v), un borde completamente decorado con motivos foliados (fol. 24) y una encuadernación involucrando tapas recubiertas de cuero y ejectuadas en Marruecos.

## Historia del manuscrito
Especifica la entrada Hagadá Dorada en el catálogo oficial de la Biblioteca Británica: la Hagadá fue censurada por Fra Luigi da Bologna en Boloña en 1599 (f. 101v); Rabí Joav Gallico of Asti inscribió en ella que se la ofreció como presente de bodas a Menahem Rava en 1602 (f. 2); el escudo de armas de la familia Gallico y Rava fue agregado en la Hagadá Dorada en Carpi en 1602 (f. 16); la Hagadá fue censurada por Camillo Jaghel en 1613 (f. 101v); subsecuentemente fue censurada por Renato da Modena en 1626 (f. 101v); Azariah Zedekiah Hayyim Ashkenazi escribió en la Hagadá que su hijo nació el 22 de enero de 1689 (f. 1); Giuseppe Almanzi (1801-1860), bibliófilo, la catalogó como su "manuscrito número 328"; compuesta de 322 manuscritos hebreos medievales, la biblioteca completa de Almanzi due adquirida por el Museo Británico por la suma de mil libras esterlinas en octubre de 1865, a través de Adolphus Asher (1800-1853), librero berlinés y agente del Museo Británico entre 1841 y 1853.

## Estructura final del manuscrito
Información provista por el sitio oficial de la Biblioteca Británica:
- Portada y escenas ilustrativas para la Hagadá: ff. 2r-16r.
- Composiciones poéticas: ff. 16v-21v.
- Leil shmurim: ff. 22r-23v.
- Texto de la Hagadá: ff. 24v-55v.
- Composiciones litúrgicas: ff. 56v-101v.[23]

## Interpretación

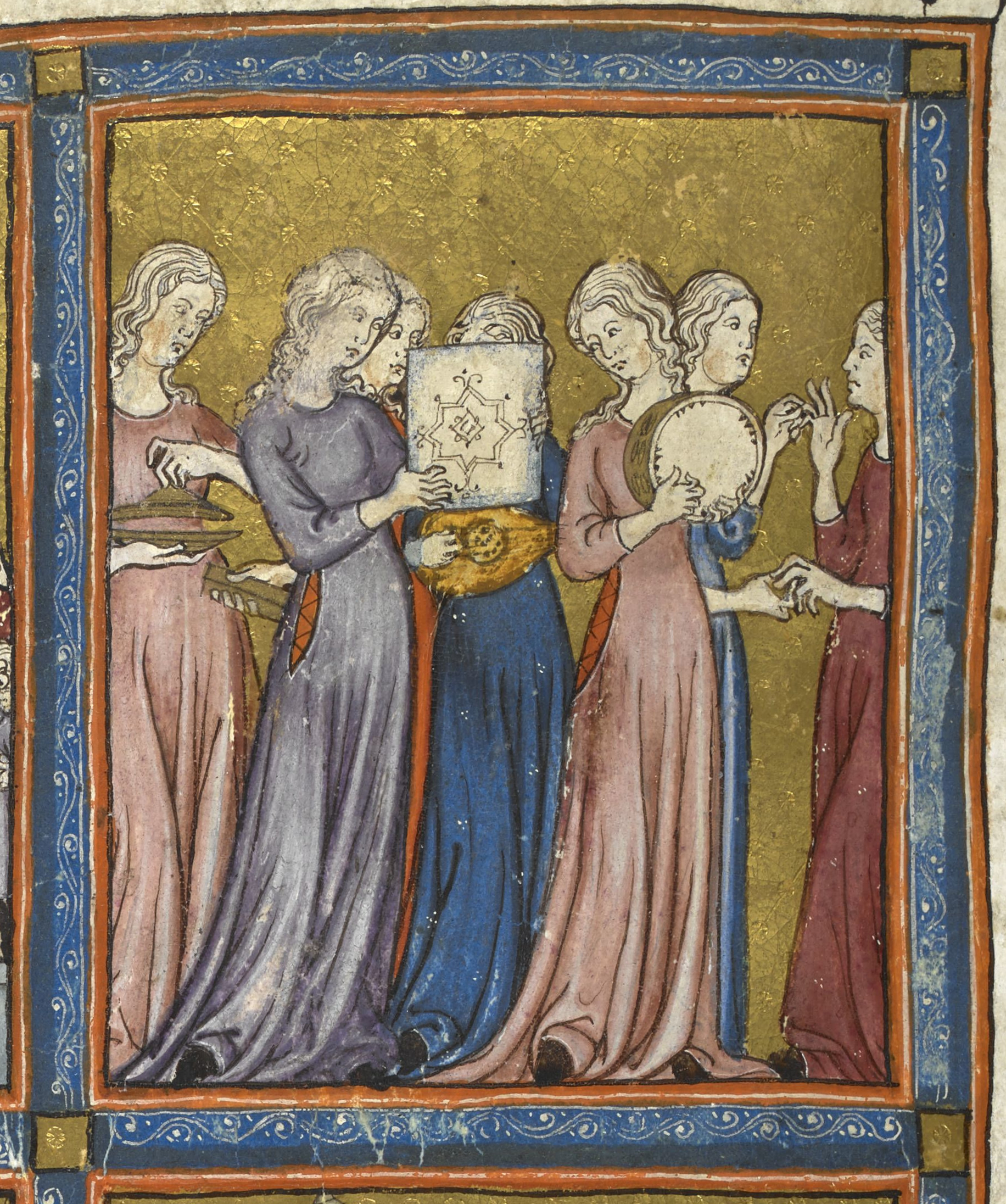
Miriam lidera la expresión musical entre las hebreas al celebrar el haber cruzado el Mar Rojo (fol. 15r:1).

Los 56 paneles de la Hagadá Dorada son investigados e interpretados por Marc Michael Epstein en su trabajo titulado La hagadá medieval: arte, narrativa e imaginación religiosa (2011). En su obra, Epstein detecta la existencia de diferentes niveles en la posible lectura de cada panel y entre las relaciones que pueden ser establecidas entre los cuatro paneles distribuidos en cada uno de los folios más importantes de la Hagadá Dorada.
Epstein indica que cada folio tiende a encapsular una unidad de exégesis rabínica, cuya premisa inicial se encuentra en el panel superior derecho, para ser concluida en el panel inferior izquierdo.
Señala Epstein que además de existir una fuerte ligazón entre la imagen visual y el texto bíblico, existe además otra, no menos importante, ligazón visual entre las imágenes representadas. Ejemplifica tal noción recurriendo al folio 4v, donde la apariencia de las ruinas resultantes de la caída de Sodoma tiende a claramente generar una diagonal con la escalera del sueño de Jacob.
Una simple progresión bíblica involucrando a Lot, Abraham e Isaac, Esau y Jacob, inesperadamente se desarrolla en términos de un complejo y matizado comentario acerca de las nociones de retribución, santidad y hereditaria misión divina.
Además de considerar los diferentes niveles de exégesis rabínica durante el medievo, Epstein también señala la extraordinaria importancia que le es otorgada a la mujer en el manuscrito de la Biblioteca Británica: no solo figura ella en numerosos de sus paneles, sino que además es específicamente una mujer con un bebé en su regazo quien lidera a los israelitas cuando la salida de Egipto (Moisés incluido), y aún otra más (también ella con un bebé en brazos) la que aún continúa liderándolos tras el cruce del Mar Rojo.
Como si todo esto no fuera suficiente, observa Epstein, la escena del panel 53 (fol. 15r:1) cumple una función de importancia en la Hagadá, dado que es ella la que liga las escenas narrativas provenientes del texto bíblico con aquellas otras tres dedicadas a la ulterior celebración de Pésaj. En dicho panel se encuentran siete figuras que representan a las hebreas celebrando el milagro del Mar Rojo junto a Miriam, la hermana de Moisés.
Mientras que Miriam y las hebreas no han sido representada en ninguna Hagadá de Pésaj, es en la Hagadá Dorada donde ellas cobran una importancia sin precedentes: tanto por su prominente tamaño como por el hecho de haber sido representadas contra un fondo dorado plano y ante un contexto prácticamente abstracto y atemporal, dando lugar a una imagen "sumamente elegante, balanceada y llena de gracia".
El trabajo de Epstein, que comprende también el estudio de otras tres haggadot, ha recibido las siguientes palabras emitidas Shaul Stampfer desde la Universidad Hebrea de Jerusalén:

El autor analiza [...] su iconografía y creación, así como también tópicos tales como "pensamiento judío medieval, visualización y cultura". [...] Le enseña a quien lee [su trabajo] cuánto se puede aprender a través de una examinación cuidadosa del manuscrito medieval y también no poco acerca de la vida judía en el medioevo. Su aproximación [...] lo conduce a ocuparse de la ley judía, las relaciones judías-cristianas, los modos de comprender las imágenes, el rol de los patrones y aspectos de la historia del arte tales como el origen de la obra e influencias. Debido a ello, este [estudio] es de importancia en lo que concierne a la vida religiosa judía y a las colecciones de arte religioso.

La importancia de los aspectos enumerados por Stampfer reside en que es a través de ellos que los investigadores aspiran decodificar los diferentes significados que caracterizan a los manuscritos hebreos ilustrados; tales aspectos reaparecen en estudios que previamente le fueron dedicados a la Hagadá Dorada. Existe, sin embargo, una importante diferencia entre la actitud de Epstein y aquella de sus predecesores:

Epstein [...] difiere de sus predecesores tanto en términos metodológicos como en aquello que está dispuesto a asumir. En lo que respecta a suposiciones, anteriormente, muchos tomaron el atajo del mínimo esfuerzo [y] en el momento de explicar [el sentido de determinadas] imágenes difíciles, atribuyendo el [enigmático o inesperado] aspecto de las mismas a errores o la falta de precisión del ilustrador. En lugar de asumir errores, Epstein les da a las imágenes y los ilustradores lo que es de ellos y, en tanto que le resulta posible, asume que las imágenes son "coherentes e intencionales." Como extensión de su "humildad frente a la iconografía", Epstein intenta "comprender cómo los autores entendían lo que hacían en vez de asumir que [él] ha de saberlo mejor que ellos".

## Proyección cultural
La Hagadá Dorada es la fuente de inspiración fundamental de la Hagadá Dorada de Jerusalén, una hagadá de Pésaj bilingüe, ilustrada por Jossi Stern y caligrafía de Noah Ophir que fue publicada en Herzlia, Israel, en 1986.
La Hagadá Dorada de Jerusalén fue inspirada por "el rico patrimonio" de la Hagadá Dorada, así como también el tema de la "Jerusalén de Oro", cuyo referente es una joya extraordinaria mencionada en una leyenda talmúdica acerca de rabí Akiva, habiendo esta última encontrado múltiples expresiones a lo largo de la Historia del pueblo judío, entre las que figura una canción popular israelí titulada "Jerusalén de Oro".